# Spirostreptus rostratus
Spirostreptus rostratus är en mångfotingart som beskrevs av Voges 1878. Spirostreptus rostratus ingår i släktet Spirostreptus och familjen Spirostreptidae. Inga underarter finns listade i Catalogue of Life.